# Ensemble Syntagma
Pour les articles homonymes, voir Syntagma.
L'Ensemble Syntagma est un ensemble de musique ancienne, créé à Metz en 1996 par Alexandre Danilevski, un luthiste et compositeur d'origine russe.
Cet ensemble se consacre à des répertoires oubliés, tant de musique médiévale, que de musique de la Renaissance, ainsi que de musique baroque, et se compose de chanteurs, d'instruments à vent et à cordes.

## Discographie
- 2002 Musique baroque russe, Pierre Verany
- 2004 Touz esforciez - Trouvères en Lorraine au XIIIe siècle), Pierre Verany
- 2007 Remembrance - Gautier d'Épinal, Challenge Classics
- 2008 Stylems - Italian Music from the Trecento, "Challenge Classics"
- 2011 Rosa e Orticha - musique du Trecento, CARPE DIEM
- 2012 The uncertainty principle d'Alexandre Danilevski, CARPE DIEM - avec aussi le Flanders Recorder Quartet et Larissa Groeneveld (violoncelle)